# Optical Storage Technology Association
Die Optical Storage Technology Association (OSTA) ist eine Vereinigung, die sich der Standardisierung und Normung von optischen Speichermedien und optischen Speichertechnologien befasst.
Ihre technischen Spezifikationen werden oft in ECMA-Standards und später auch in Normen übernommen.
Die bekanntesten Standards der OSTA sind:
- Universal Disk Format (UDF)
- MusicPhotoVideo (MPV)
- MultiRead